# Hyperion Records
Hyperion Records ist ein englischer Plattenverlag vor allem für klassische Musik.

## Geschichte
Das Label ist benannt nach Hyperion, einem der Titanen der griechischen Mythologie. Es wurde 1980 gegründet von George Edward Perry (Rufname „Ted“).
Zunächst brachte er Musikaufnahmen der englischen Komponisten Robin Milford, Alan Bush und Michael Berkeley, alles Komponisten des 20. Jahrhunderts, auf LP (Langspielplatte) heraus.
Ein erster Bestseller wurde eine Platte mit Musik von Hildegard von Bingen, aufgeführt vom Mediävist Christopher Page und seiner Gruppe Gothic Voices.
Heutiger Leiter des Unternehmens ist Simon Perry, Sohn von Ted Perry.
Am 16. Februar 2023 übernahm die Universal Music Group das Label.

## Schwerpunkte
Hyperion wurde bzw. ist bekannt dafür, wenig bekannte oder in Vergessenheit geratene Werke zu veröffentlichen. Breiteren Bekanntheitsgrad erhielt die Serie The Romantic Piano Concerto, in der bereits über 75 CDs erschienen (Stand Juni 2018). Ihr folgten später die Serien Das romantische Violinkonzert und Das romantische Cellokonzert.
Weitere Schwerpunkte sind
- Musik von romantischen schottischen Komponisten,
- Musik aus Renaissance bis Barock,
- eine Gesamtaufnahme der Musik für Piano (solo) von Franz Liszt (eingespielt von Leslie Howard) und der Lieder von Franz Schubert,[4]
- viele von Händels Oratorien und von Henry Purcells Chorwerken (Leitung: Robert King).

Weitere Hyperion-Künstler sind
- der Pianist Stephen Hough
- der Pianist Leslie Howard
- die Pianistin Angela Hewitt
- der Organist Christopher Herrick
- der Pianist Marc-André Hamelin
- das Ensemble Cinquecento

und viele andere.
Hyperion-Aufnahmen erhielten viele Preise und Auszeichnungen, darunter mehrere Gramophone Awards und in den Jahren 1996, 1998, 2002 und 2010 den Titel 'Record of the Year'.
Die Midprice-Serie von Hyperion heißt 'Helios'.

## Aufgenommene Orchester
Hyperion bzw. Helios veröffentlichten Aufnahmen mit folgenden Orchestern:
- Academy of Ancient Music
- Academy of St. Martin in the Fields
- Australian Chamber Orchestra
- BBC National Orchestra of Wales
- BBC Scottish Symphony Orchestra
- BBC Symphony Orchestra
- Bergen Philharmonic Orchestra
- Berner Symphonieorchester (Berne Symphony Orchestra)
- Boston Symphony Orchestra
- Bournemouth Symphony Orchestra
- Brandenburg Consort, The
- Budapest Symphony Orchestra
- Cincinnati Philharmonia Orchestra
- City of Birmingham Symphony Orchestra
- City of London Sinfonia
- Corydon Orchestra
- Czech Philharmonic Orchestra
- Dallas Symphony Orchestra
- English Chamber Orchestra
- English Northern Philharmonia
- European Union Chamber Orchestra
- Hallé Orchestra, The
- Hanover Band
- Helsingborg Symphony Orchestra
- Holst Orchestra
- Hungarian National Philharmonic Orchestra
- The King’s Consort
- Lahti Symphony Orchestra
- London Baroque
- London Festival Orchestra
- London Handel Orchestra, The
- London Philharmonic Orchestra
- London Symphony Orchestra
- L’orchestre de chambre dall’arco, Budapest
- Milton Keynes City Orchestra, The
- Minnesota Orchestra
- National Philharmonic Orchestra
- Netherlands Radio Philharmonic Orchestra
- New London Chamber Ensemble
- New London Orchestra
- Northwest Chamber Orchestra of Seattle
- Orchestra da Camera di Mantova (Mantua)
- Orchestra della Svizzera italiana
- Orchestra of the Age of Enlightenment
- Orquestra Gulbenkian
- Parley of Instruments Baroque Orchestra, The
- Parley of Instruments, The
- Peterborough String Orchestra
- Philharmonia Orchestra
- Radio Philharmonie Hannover des NDR
- Royal Ballet Sinfonia
- Royal Flemish Philharmonic
- Royal Liverpool Philharmonic Orchestra
- Royal Philharmonic Orchestra
- Royal Scottish National Orchestra
- Rundfunk-Sinfonieorchester Berlin
- Scottish Chamber Orchestra
- Swedish Chamber Orchestra
- Swedish Radio Symphony Orchestra
- Tafelmusik Baroque Orchestra
- Tasmanian Symphony Orchestra
- Ulster Orchestra
- Unnamed orchestra
- Warsaw Philharmonic Orchestra

## Prozess 2004
2004 verklagte der Musikherausgeber Lionel Sawkins Hyperion.

Sawkins forderte Tantiemen für seine musikalischen Urheberrechte.
Hyperion beharrte auf dem Standpunkt, dass die Editionen keine originalen Kompositionen waren.
Der Fall ging zugunsten des Klägers aus. Seine Forderung war relativ gering; Hyperion hatte aber durch den Fall Kosten von über 100.000 Pfund. Die Zukunft des Verlags war deshalb zu dieser Zeit ungewiss.
Musiker, Konsumenten und Komponisten spendeten, um das Überleben von Hyperion zu ermöglichen.